# سيتي سولاي
سيتي سولاي هي إحدى مدن هايتي. يبلغ عدد سكانها 265,072 نسمة، حسب إحصائيات سنة 2015. تبلغ مساحتها 21.81 كم².